# Kokseby slot
Kokseby slot eller Koxeby slot var et slot, der lå ved Store Damme på det vestlige Møn. Anlægget er i dag fuldstændigt forsvundet, og det eneste levn er Kokseby Slotsvej i Kokseby. Der er fundet rester af murværk på en mark nær Kokseby Mølle.
En lokal pastor ved navn Paludan skrev i begyndelsen af 1800-tallet værket Mønshistorie, beskrivelse over Møn 1822-24, hvori det beskrives at Grethe Rebers skulle have beboet slottet, som "ved trolddom" havde samlet sig stor rigdom og derfor blev brændt ned. Slottet er også omtalt i retsdokumenter fra 1462 i København.